# Lago di Vodo di Cadore
Il lago di Vodo di Cadore è un invaso artificiale ottenuto dalle acque del fiume Boite; è situato al di sotto del centro di Vodo di Cadore (provincia di Belluno), poco più a monte del vicino lago di Valle di Cadore. L'impianto idroelettrico fu commissionato dalla SADE e fu completato nel 1960; le acque del bacino sono collegate all'impianto di Pontesei. Tutti questi bacini fanno parte di un sistema idroelettrico più vasto, progettato per sfruttare al meglio le acque dei fiumi costituenti tale sistema: Piave, Boite, Maè, Vajont.

## Dati sullo sbarramento
- Inizio lavori: 1958
- Fine lavori: 1960
- Tipologia diga: cupola sferica, poggiata su arcone superiore
- Altezza dal piano dell'alveo: 36 m
- Altezza dal punto di fondazione: 42 m
- Volume della diga: 9.987 m³
- Sviluppo coronamento: 74,36 m
- Capacità invaso: 1,386 m³ x 10⁶
- Superficie bacino: 323 km²

## Galleria d'immagini

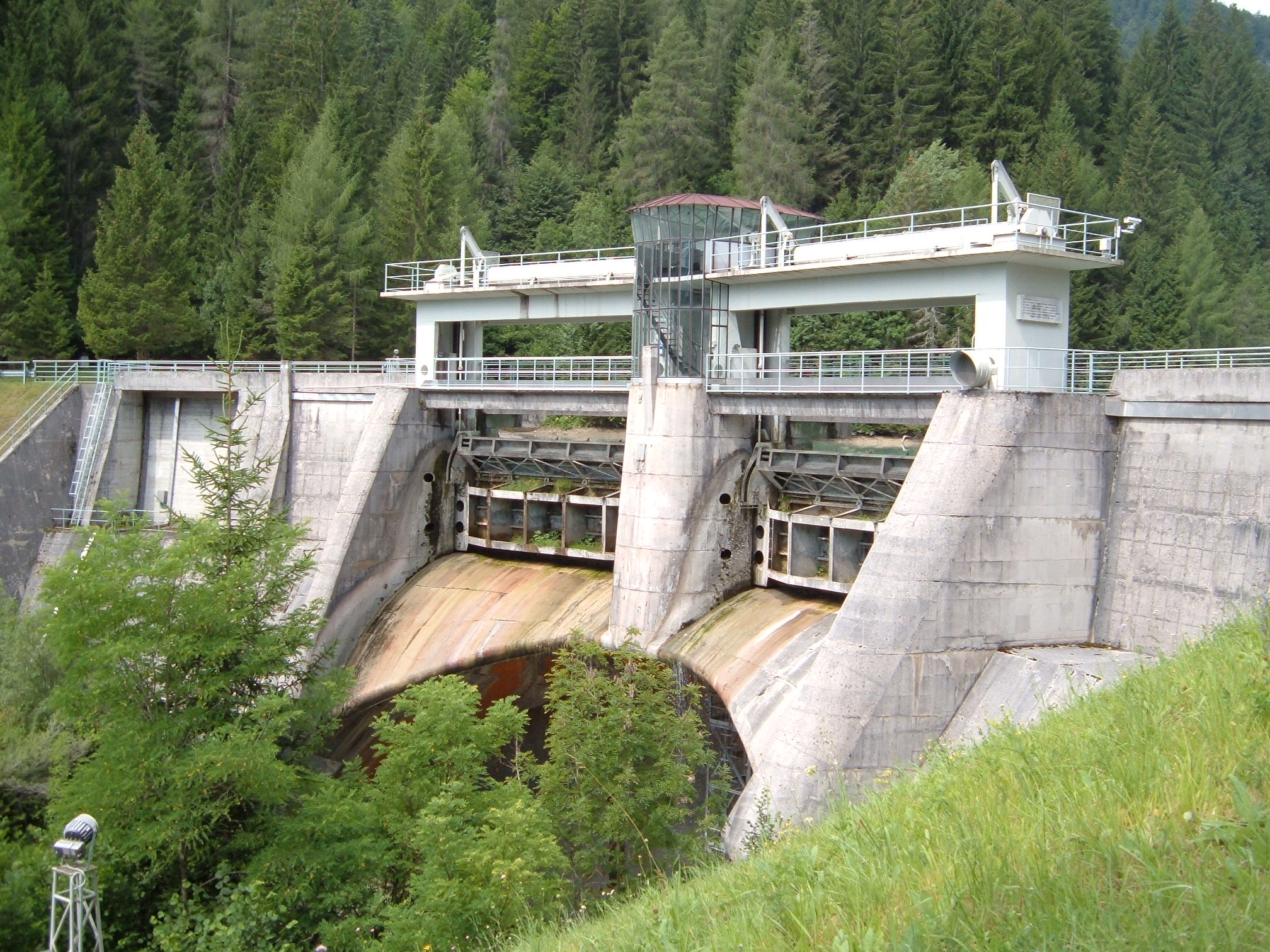
Veduta complessiva della diga di sbarramento.
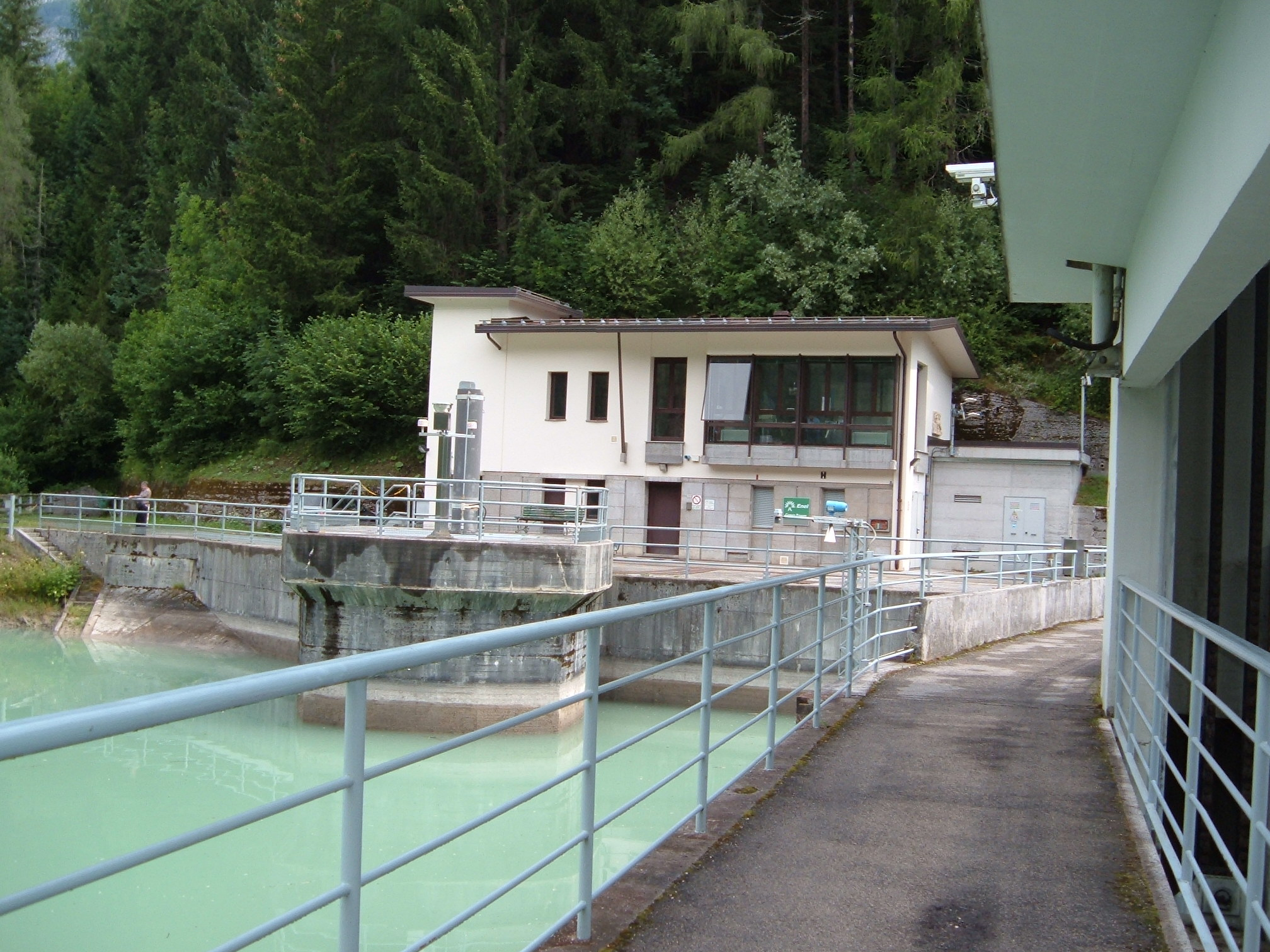
Edificio di comando dell'impianto idroelettrico.